# Po sveta i u nas
Po sveta iu nas (tiếng Bulgaria: По света и у нас) là chương trình thời sự do Đài Truyền hình Quốc gia Bulgaria (BNT) sản xuất. Phát sóng lần đầu vào ngày 20 tháng 7 năm 1960. Đây là chương trình thời sự lâu đời trong lịch sử truyền hình Bulgaria và là chương trình có nhiều khán giả xem nhất về mặt tin tức. Chương trình phát sóng trên hai kênh là BNT1 và BNT4.

## Người dẫn chương trình
- Nora Arsova
- Grigori Nedyalkov
- Spas Kiossev
- Radinela Buserska
- Rumen Yovchev
- Poli Zlatareva
- Daniel Mihaylov
- Tonya Dimitrova
- Georgi Lyubenov
- Marin Marinov
- Neri Terzieva
- Dimitar Tsonev
- Radina Chervenova
- Asen Agov
- Marina Mateva
- Hristina Hristova-Lyubomirova
- Nadya Obretenova
- Yuliya Naeva
- Evgeniya Atanasova-Teneva
- Dobrina Cheshmedzhieva
- Daniel Chipev
- Kostadin Filipov
- Angel Bonchev